# Slaviša Stojanović (cầu thủ bóng đá, sinh 1989)
Slaviša Stojanović (Cлaвишa Cтojaнoвић; sinh ngày 27 tháng 1 năm 1989 ở Smederevo) là một tiền vệ bóng đá Serbia thi đấu cho Radnički Niš.

## Danh hiệu
Jagodina
- Cúp bóng đá Serbia: 2013